# Rudi Putra
Rudi Putra (ur. 1977 w Seruway) – indonezyjski biolog.

## Życiorys
Ukończył studia z zakresu biologii na Wydziale Matematyczno-Przyrodniczym Universitas Syiah Kuala w Banda Aceh. Stopień magistra w dziedzinie ochrony tropikalnej różnorodności biologicznej (konservasi biodiversitas tropika) uzyskał w Institut Pertanian Bogor.
Zajmuje się walką z nielegalnymi plantacjami palmy oleistej, niszczącymi obszary lasu w północnej Sumatrze. Działa na rzecz zachowania siedlisk nosorożca sumatrzańskiego. W 2013 roku opracował petycję, w której zwrócono się do rządu indonezyjskiego z prośbą o bardziej skuteczne egzekwowanie prawa dotyczącego ochrony przyrody. Petycja zebrała blisko 1,4 mln podpisów.
W 2014 roku został laureatem Nagrody Goldmanów za zasługi na rzecz walki z nielegalnym wyrąbem drzew, wykorzystywaniem lasów do produkcji oleju palmowego oraz przemysłem wydobywczym i plantacyjnym w zagrożonych ekosystemach.